# Mercy (film, 2016)
Pour les articles homonymes, voir Mercy.
Pour plus de détails, voir Fiche technique et Distribution.
Mercy est un film américain réalisé par Chris Sparling, sorti en 2016.

## Synopsis
Quatre frères se retrouvent pour l'enterrement de leur mère.

## Fiche technique
- Titre : Mercy
- Réalisation : Chris Sparling
- Scénario : Chris Sparling
- Musique : Phil Mossman
- Photographie : Luca Del Puppo
- Montage : Seth Anderson et Phillip Kimsey
- Production : Robyn K. Bennett, Andrew Corkin et Kyle Franke
- Société de production : Uncorked Productions et XYZ Films
- Société de distribution : Netflix
- Pays :  États-Unis
- Genre : Drame, thriller
- Durée : 90 minutes
- Dates de sortie : 22 novembre 2016

## Distribution
- James Wolk : Brad
- Tom Lipinski : Travis
- Caitlin Fitzgerald : Melissa
- Mike Donovan : TJ
- Dan Ziskie : George
- Michael Godere : Ronnie
- Dion Graham : Dr. Turner
- Constance Barron : Grace
- Joe Guarneri : Peter
- Stan Klimecko : Hank

## Distinctions
Le film a été présenté le 4 juin 2016 au Festival du film de Los Angeles,.